# Hyalinobatrachium dianae
Hyalinobatrachium dianae es una especie de anfibio anuro de la familia Centrolenidae. Es endémica de las selvas de la vertiente caribeña de Costa Rica.